# Joan Ramon Ramos Raich
Joan Ramon Ramos Raich (Barcelona, 27 d’agost de 1961) és un advocat català i professor universitari especialitzat en dret fiscal i mercantil. Al llarg de la seva trajectòria ha treballat en diverses firmes d’assessoria com Andersen, o Landwell (PwC). Impulsor del Primer equip Femení del Futbol Club Barcelona, on ha exercit com a Coordinador General els anys 2010 a 2020 i com a membre de la comissió esportiva femení des de 2020. També transitòriament, durant la pandèmia va exercir de vicepresident Econòmic de la Junta Gestora del Futbol Club Barcelona i ha impartit docència en diferents universitats i institucions acadèmiques de Barcelona.

## Biografia i formació
Es va llicenciar en Dret a la Universitat de Barcelona (UB) l'any 1984. Posteriorment, va cursar estudis de doctorat i postgrau en l'àmbit de l'economia (1988-1990) a la Facultat d'Econòmiques de la UB, on va ser professor de Dret Tributari entre els anys 1988 i 2006. L'any 2019 va obtenir el Màster en Mediació i Arbitratge de l'Il·lustre Col·legi de l'Advocacia de Barcelona (ICAB).

### Trajectòria professional
Va iniciar la seva trajectòria professional a la firma Andersen (1984-1989), on es va especialitzar en serveis d'assessorament tributari. Al llarg de més de trenta anys, va acumular una àmplia experiència en dret tributari i mercantil.
Gerent de Landwell-PWC des de l'any 1988, va ser nomenat Soci Internacional de la firma l'any 1997; condició que va mantenir fins a l’any 2017 on va obrir el seu propi bufet professional davant de l'ICAB. Paral·lelament, des de 1985, és membre de l’Il·lustre Col·legi de l’Advocacia de Barcelona (ICAB), i n’ha estat tresorer i diputat entre els anys 2000 i 2006. També va ser-ne president de la Secció Fiscal des de 1999 fins al 2005. Va ser membre de la comissió econòmica assessora de l'ICAB 2006 fins al març de 2025.
Ramos Raich ha combinat la seva trajectòria professional amb l'activitat docent i la col·laboració amb diverses institucions acadèmiques. En l'àmbit universitari, és professor de la Facultat d'Econòmiques de la Universitat Pompeu Fabra, de la ESERP i de la Universitat Abat Oliva. Va ser professor de la UB (1988-2006), del Màster AGT d'ESADE, i del Màster de Fiscalitat Internacional del CEF, entre d’altres. També és autor de diversos articles i publicacions en premsa i revistes especialitzades.

## Obres i Reconeixements

### Obres destacades
Joan Ramon Ramos Raich ha estat coautor de diversos textos de l'àmbit jurídic. El 1991, juntament amb Arias Fernandez i Fernandez de Villaviencio va publicar “Nuevas obligaciones mercantiles y contables del empresario español”. També va formar part del panell d'autors del Manual d'Impostos Directes (CISS, 1998) o més recentment, del llibre de Fiscalitat Internacional del Centre d'Estudis Financers (2019).

### Reconeixements[calcitació]
- Premio Oratoria Jurídica 1985 – ICAB
- Medalla de Honor del Ilustre Colegio de Abogados de Barelona a la Trayectoria col·legial 2006 - ICAB